# William Masters
William Howell Masters (Cleveland, 27 de dezembro de 1915 – Tucson, 16 de fevereiro de 2001) foi um ginecologista estadunidense, mais conhecido por fazer parte da clínica de estudos da sexualidade Masters e Johnson. Junto a Virginia E. Johnson, foi um pioneiro no estudo da resposta sexual humana e no diagnóstico e tratamento das desordens e disfunções sexuais, entre 1957 e a década de 1990.

## Biografia
Masters graduou-se no Hamilton College e foi professor da Washington University, em St. Louis. Masters conheceu Virginia Johnson em 1957, quando a contratou como assistente para um estudo sobre sexualidade humana. Em 1969, divorciou-se da primeira esposa, casando-se com Johnson. Vieram a se divorciar três décadas depois, enquanto concluíam suas pesquisas.